# Kína-rali
A Kína-rali (hivatalosan: China Rally) egy raliverseny Kínában. Első alkalommal 1997-ben rendezték meg. 1997-ben és 1998-ban a rali-világbajnokság kandidáló versenye volt, 1999-ben pedig világbajnoki versenyként rendezték. 2000 óta az Ázsia–óceániai ralibajnokság versenynaptárának része, 2007-ben és 2008-ban az Interkontinentális ralibajnokság állomásai közt is szerepelt.

## Győztesek
| Év   | Megnevezés                  | Győztes               | Autó                             | Bajnokság       |
| ---- | --------------------------- | --------------------- | -------------------------------- | --------------- |
| 1997 | 1st China Rally             | Colin McRae           | Subaru Impreza                   | kandidáló (WRC) |
| 1998 | 2nd China Rally             | Fudzsimoto Josio      | Toyota Celica GT-Four            | kandidáló (WRC) |
| 1999 | 3rd China Rally             | Didier Auriol         | Toyota Corolla WRC               | WRC             |
| 2000 | 4th 555 China Rally         | Peter 'Possum' Bourne | Subaru Impreza WRX               | APRC            |
| 2001 | 5th Rally of China Shaoguan | Nico Caldarola        | Mitsubishi Lancer Evolution VI   | APRC            |
| 2002 | 6th Rally of China Shaoguan | Karamjit Singh        | Proton Pert                      | APRC            |
| 2004 | 7th TCL China Rally Huizhou | Tagucsi Kacuhiko      | Mitsubishi Lancer Evolution VIII | APRC            |
| 2005 | 8th China Rally Shaoguan    | Jussi Välimäki        | Mitsubishi Lancer Evolution VIII | APRC            |
| 2006 | 9th China Rally Shaoguan    | Cody Crocker          | Subaru Impreza WRX STi           | APRC            |
| 2007 | 10th China Rally Shaoguan   | Cody Crocker          | Subaru Impreza WRX STi           | APRC, IRC       |
| 2008 | 11th China Rally Shaoguan   | Cody Crocker          | Subaru Impreza WRX STi           | APRC, IRC       |

## Külső hivatkozások
- Versenyről a juwra.com honlapon